# Kayseri Arena

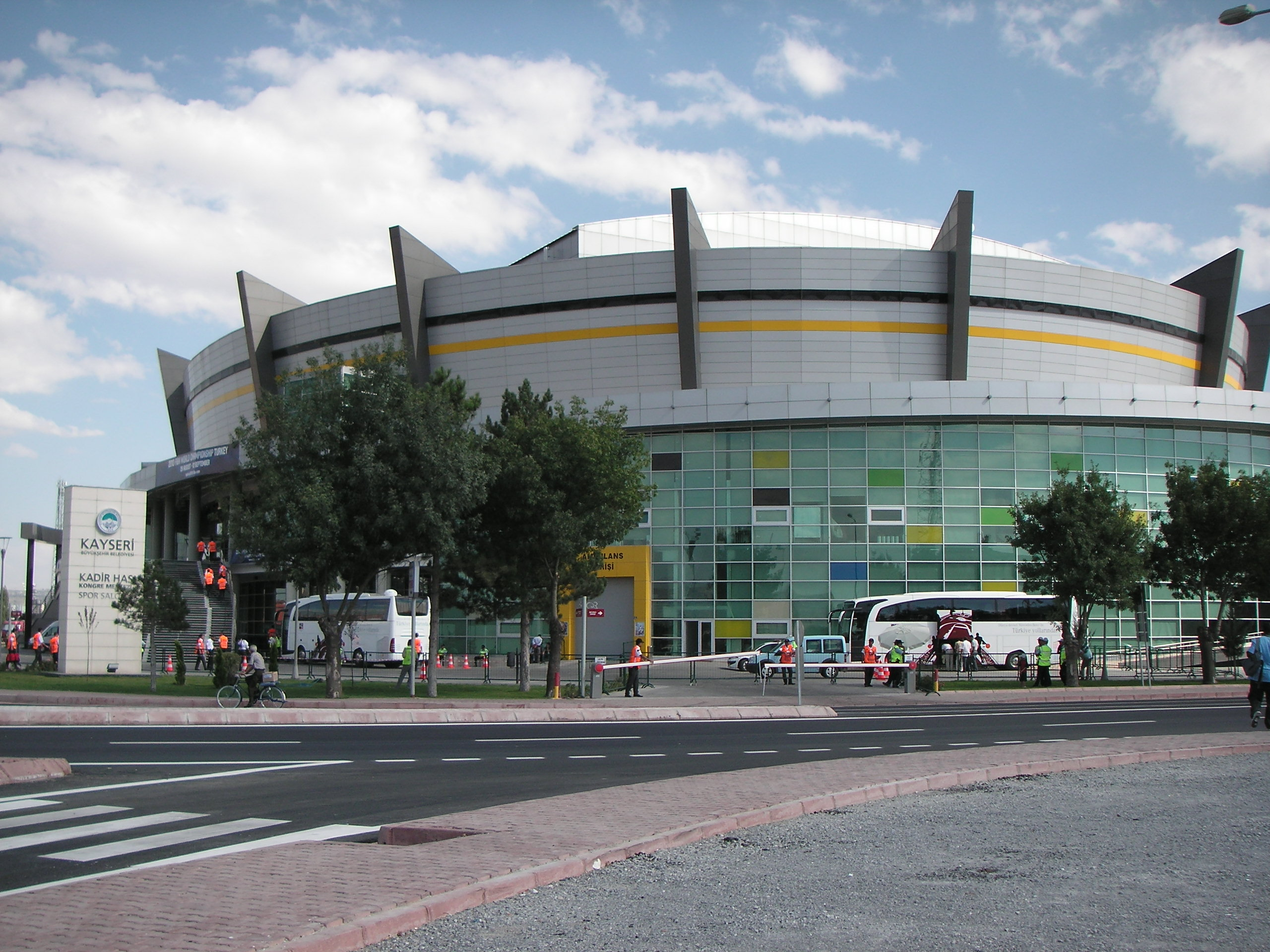
Kayseri Arena

Kayseri Arena, ou Kadir Has Spor Salonu, é um ginásio multiuso situado na cidade de Kayseri, Turquia. Tem capacidade para 7 200 espectadores e será sede do Campeonato Mundial de Basquetebol de 2010.